# Idaea nocturna
Idaea nocturna är en fjärilsart som beskrevs av Otto Staudinger 1892. Idaea nocturna ingår i släktet Idaea och familjen mätare. Inga underarter finns listade i Catalogue of Life.